# دو فنگ
دو فنگ (انگلیسی: Du Feng؛ زادهٔ ۳۰ ژوئیهٔ ۱۹۸۱) بازیکن سابق و مربی بسکتبال اهل چین است.
وی در مسابقات کشوری و بین‌المللی در مجموع برندهٔ ۲ مدال نقره شده‌است.